# Radim Hanke (sochař)
Radim Hanke (* 28. ledna 1963 v Třinci v okrese Frýdek-Místek) je český akademický sochař.

## Životopis a dílo
Působí/působil jako pedagog na středních a vysokých uměleckých školách v Hodoníně, Zlíně, Praze a Ostravě. Vystavuje od roku 1989 sochy, obrazy a kresby.

### Vzdělání
| 1979 až 1982 | Střední uměleckoprůmyslová škola v Uherském Hradišti                           |
| 1982 až 1988 | Vysoká škola uměleckoprůmyslová v Praze, sochařský ateliér Josefa Malejovského |

Zdroj

### Nejvýznamnější realizace díla
| 1998      | výtvarný symbol pro cenu města Zlína |
| 1998      | výtvarné zpracování golfové trofeje pro firmu EBM |
| 2000      | socha sv. Urbana, Bukovany u Kyjova |
| 2004      | Zoologiká zahrada Lešná – „Toltécký bojovník“ a „Mauglí“                                                                                               |
| 2004–2005 | „Duhová kulička“, festivalová cena kategorie dětských reklamních spotů Film fest Zlín                                                                  |
| 2005–2006 | „Zlatý střevíček“, hlavní cena Film fest Zlín |
| 2005      | rodinná hrobka na Lesním hřbitově ve Zlíně (společně s arch. Svatoplukem Sládečkem)                                                                    |
| 2007      | pomník Jana Antonína Bati (Zlín) |
| 2009      | pamětní deska s portrétem spisovatele Františka Kožíka (Uherský Brod)                                                                                  |
| 2010      | socha „Chlapec šplhající na strom“ na kašně v Němčicích nad Hanou                                                                                      |
| 2010      | socha Tomáše Bati zakladatele - dokončení pomníku zakladatelům města a firmy                                                                           |
| 2010      | pamětní deska s bustou Karla Zemana v areálu Filmových ateliérů ve Zlíně, odhalena ke stému výročí narození                                            |
| 2014      | socha Emila Zátopka na Stadionu mládeže ve Zlíně |
| 2015      | reliéfy na Boží muka v Hluku pamětní deska Jožky Severina v Tvrdonicích                                                                                |
| 2015–2016 | Nebeský jezdec, socha u Hotelu Háj v Nové Lhotě |
| 2017      | socha sv. Jana Pavla II u kaple sv. Jana Pavla II v Bukovanech u Kyjova Chlapec s kočkou, socha u budovy soukromé veterinární kliniky Medipet ve Zlíně |

Zdroj

## Galerie

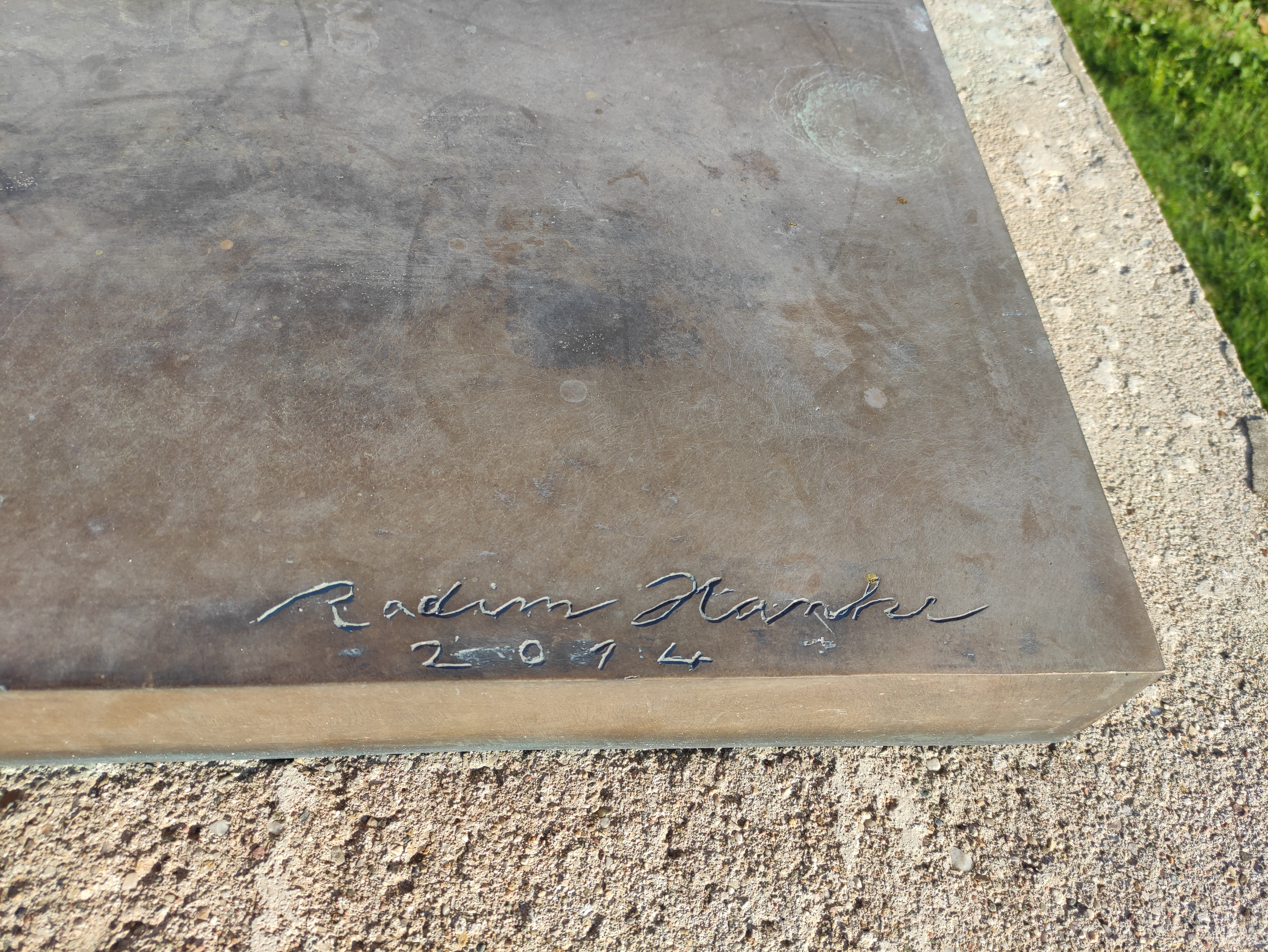
podpis
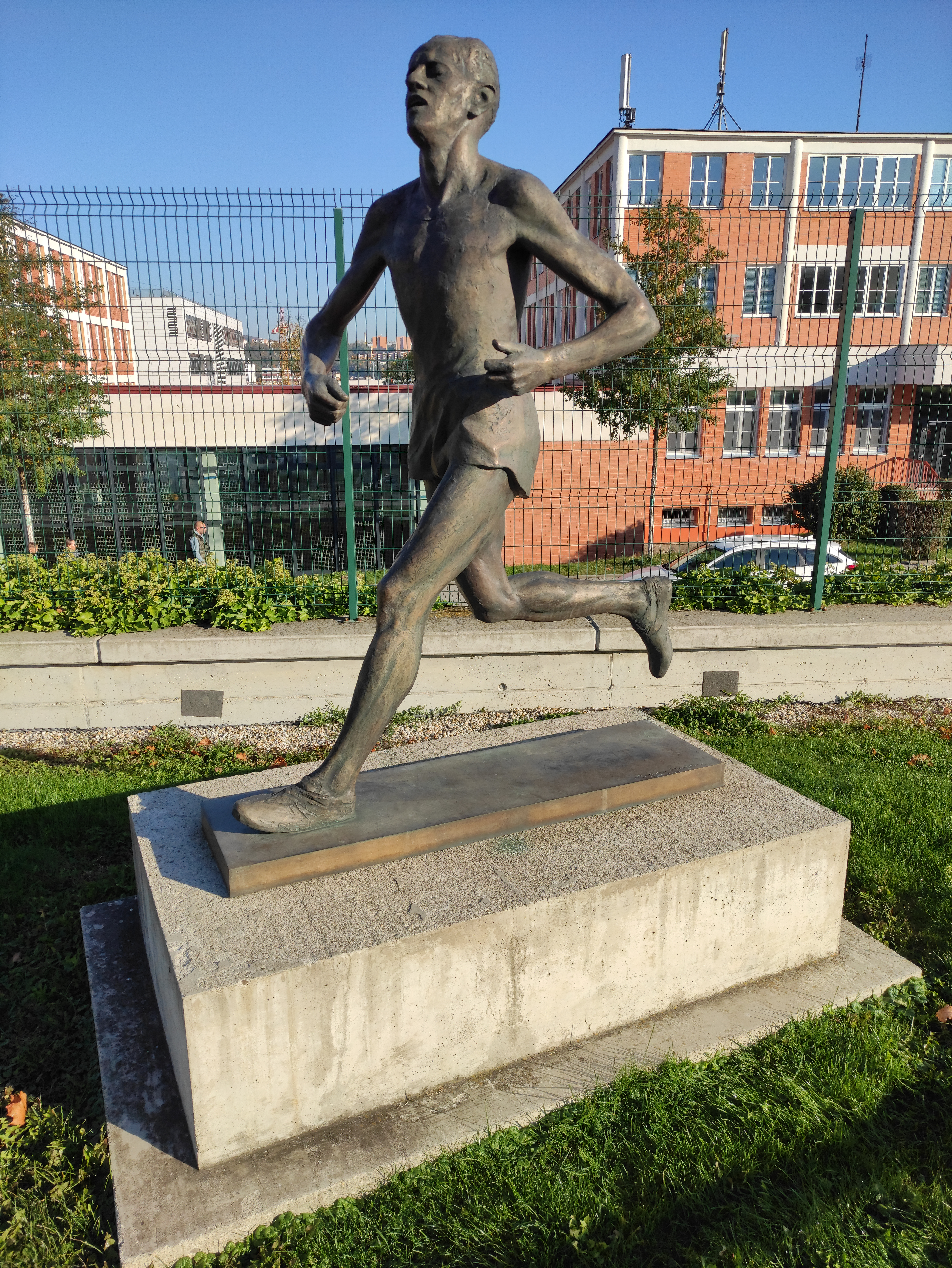
Socha Emila Zátopka na Stadionu mládeže ve Zlíně